# Karin Viard
Karin Viard (Rouen, 24 gennaio 1966) è un'attrice francese.

## Biografia
Figlia del direttore di una piattaforma petrolifera, ha studiato dapprima a Rouen, sua città natale, per poi trasferirsi a Parigi, dove ha frequentato corsi di teatro. Ha iniziato a lavorare per la televisione prima di ottenere ruoli significativi in film di successo degli anni novanta, grazie ai quali è diventata una delle attrici più conosciute e apprezzate, tanto da ricevere diverse candidature ai Premi César, vincendolo nel 2000 e nel 2003.

## Vita privata
Sposata da diversi anni con un cameraman, con il quale ha avuto due figli, continua ad alternare l'attività cinematografica a quella teatrale.

## Filmografia
- Zia Angelina (Tatie Danielle), regia di Étienne Chatiliez (1990)
- Delicatessen, regia di Jean-Pierre Jeunet e Marc Caro (1991)
- Max et Jérémie, regia di Claire Devers (1992)
- Riens du tout, regia di Cédric Klapisch (1992)
- Ce que femme veut..., regia di Gérard Jumel (1993)
- La nage indienne, regia di Xavier Durringer (1993)
- Emmène-moi, regia di Michel Spinosa (1994)
- La séparation, regia di Christian Vincent (1994)
- Le Fils préféré - Ospiti pericolosi (Le Fils préféré), regia di Nicole Garcia (1994)
- L'odio (La Haine), regia di Mathieu Kassovitz (1995)
- Fast, regia di Dante Desarthe (1995)
- Adultère, mode d'emploi, regia di Christine Pascal (1995)
- Le journal du séducteur, regia di Danièle Dubroux (1996)
- Les Victimes, regia di Patrick Grandperret (1996)
- Fourbi, regia di Alain Tanner (1996)
- Trekking (Les Randonneurs), regia di Philippe Harel (1997)
- Je ne vois pas ce qu'on me trouve, regia di Christian Vincent (1997)
- Una relazione al femminile - La Nouvelle Ève (La Nouvelle Ève), regia di Catherine Corsini (1999)
- Mes amis, regia di Michel Hazanavicius (1999)
- I figli del secolo (Les Enfants du siècle), regia di Diane Kurys (1999)
- Haut les cœurs!, regia di Sólveig Anspach (1999)
- La parenthèse enchantée, regia di Michel Spinosa (2000)
- A Child's Game (Un jeu d'enfants), regia di Laurent Tuel (2001)
- A tempo pieno (L'emploi du temps), regia di Laurent Cantet (2001)
- Regine per un giorno (Reines d'un jour), regia di Marion Vernoux (2001)
- Baciate chi vi pare (Embrassez qui vous voudrez), regia di Michel Blanc (2002)
- France Boutique, regia di Tonie Marshall (2003)
- Le rôle de sa vie, regia di François Favrat (2004)
- Je suis un assassin, regia di Thomas Vincent (2004)
- L'ex-femme de ma vie, regia di Josiane Balasko (2004)
- Cacciatore di teste (Le Couperet), regia di Costa-Gavras (2005)
- L'enfer, regia di Danis Tanović (2005)
- Les enfants, regia di Christian Vincent (2005)
- Les ambitieux, regia di Catherine Corsini (2006)
- La tête de maman, regia di Carine Tardieu (2007)
- La face cachée, regia di Bernard Campan (2007)
- La vérité ou presque, regia di Sam Karmann (2007)
- Parigi (Paris), regia di Cédric Klapisch (2008)
- Les randonneurs à Saint-Tropez, regia di Philippe Harel (2008)
- Baby Blues, regia di Diane Bertrand (2008)
- Le code a changé, regia di Danièle Thompson (2009)
- Les derniers jours du monde, regia di Arnaud e Jean-Marie Larrieu (2009)
- Le Bal des actrices, regia di Maïwenn (2009)
- Les invités de mon père, regia di Anne Le Ny (2010)
- Potiche - La bella statuina (Potiche), regia di François Ozon (2010)
- Ma part du gâteau, regia di Cédric Klapisch (2011)
- Niente da dichiarare? (Rien à déclarer), regia di Dany Boon (2011)
- Polisse, regia di Maïwenn (2011)
- La moglie del cuoco (On a failli être amies), regia di Anne Le Ny (2014)
- La famiglia Bélier (La famille Bélier), regia di Éric Lartigau (2014)
- Belles familles, regia di Jean-Paul Rappeneau (2015)
- Benvenuti... ma non troppo (Le grand partage), regia di Alexandra Leclère (2015)
- Lolo - Giù le mani da mia madre (Lolo), regia di Julie Delpy (2015)
- Vingt et une nuits avec Pattie, regia di Arnaud e Jean-Marie Larrieu (2015)
- I visitatori 3 - Liberté, egalité, fraternité (Les Visiteurs : La Révolution) , regia di Jean-Marie Poiré (2016)
- Il piccolo inquilino (Le petit locataire), regia di Nadège Loiseau (2016)
- Il complicato mondo di Nathalie (Jalouse), regia di David Foenkinos e Stéphane Foenkinos (2017)
- Amanti & tradimenti (Voyez comme on danse), regia di Michel Blanc (2018)
- Le Apparenze (Les Apparences), regia di Marc Fitoussi (2020)
- Fantasie (Les Fantasmes), regia di David Foenkinos e Stéphane Foenkinos (2021)
- Maria e l'amore (Maria rêve), regia di Lauriane Escaffre e Yvonnick Muller (2022)
- Sconosciuti per una notte (Une nuit), regia di Alex Lutz (2025)

## Teatrografia
- Nina, c'est autre chose di Michel Vinaver, regia di Jean-Christian Grinevald (1988)
- La Famille di Lodewijk de Boer, regia di Jean-Christian Grinevald (1989)
- Inaccessibles Amours di Paul Emond, regia di Abbès Zahmani (1992, 1995, 1996)
- Les Filles du néant ou le guignol de dieu, regia di Maurice Attias (1993)
- La Estupidez (La Connerie) di Rafael Spregelburd, regia di Marcial Di Fonzo Bo e Elise Vigier. Théâtre de Chaillot di Parigi (2008, 2009)

## Doppiatrici italiane
- Roberta Greganti in Delicatessen, I figli del secolo, Parigi, Polisse, La moglie del cuoco
- Franca D'Amato in Potiche - La bella statuina, Niente da dichiarare?
- Roberta Pellini in Cacciatore di teste
- Dania Cericola in Benvenuti... ma non troppo, Lolo - Giù le mani da mia madre
- Valeria Perilli in Fantasie

## Riconoscimenti
- Premio César
  - 1994 – Candidatura alla Migliore promessa femminile per La Nage indienne
  - 1998 – Candidatura come Migliore attrice non protagonista per Trekking
  - 2000 – Miglior attrice per Haut les cœurs!
  - 2003 – Migliore attrice non protagonista per Baciate chi vi pare
  - 2005 – Candidatura come Migliore attrice protagonista per Le Rôle de sa vie
  - 2009 – Candidatura come Migliore attrice non protagonista per Parigi
  - 2011 – Candidatura come Migliore attrice non protagonista per Potiche - La bella statuina
  - 2015 – Candidatura come Migliore attrice protagonista per La famiglia Bélier
- Premio Lumière
  - 2000 – Premio Lumière per la miglior attrice per Haut les cœurs!
- Festival du film de Cabourg
  - 2004 – Swann d'oro alla miglior attrice per France Boutique
- Montreal World Film Festival
  - 2004 – Premio alla miglior attrice per Le Rôle de sa vie